# Johann Nepomuk Horák

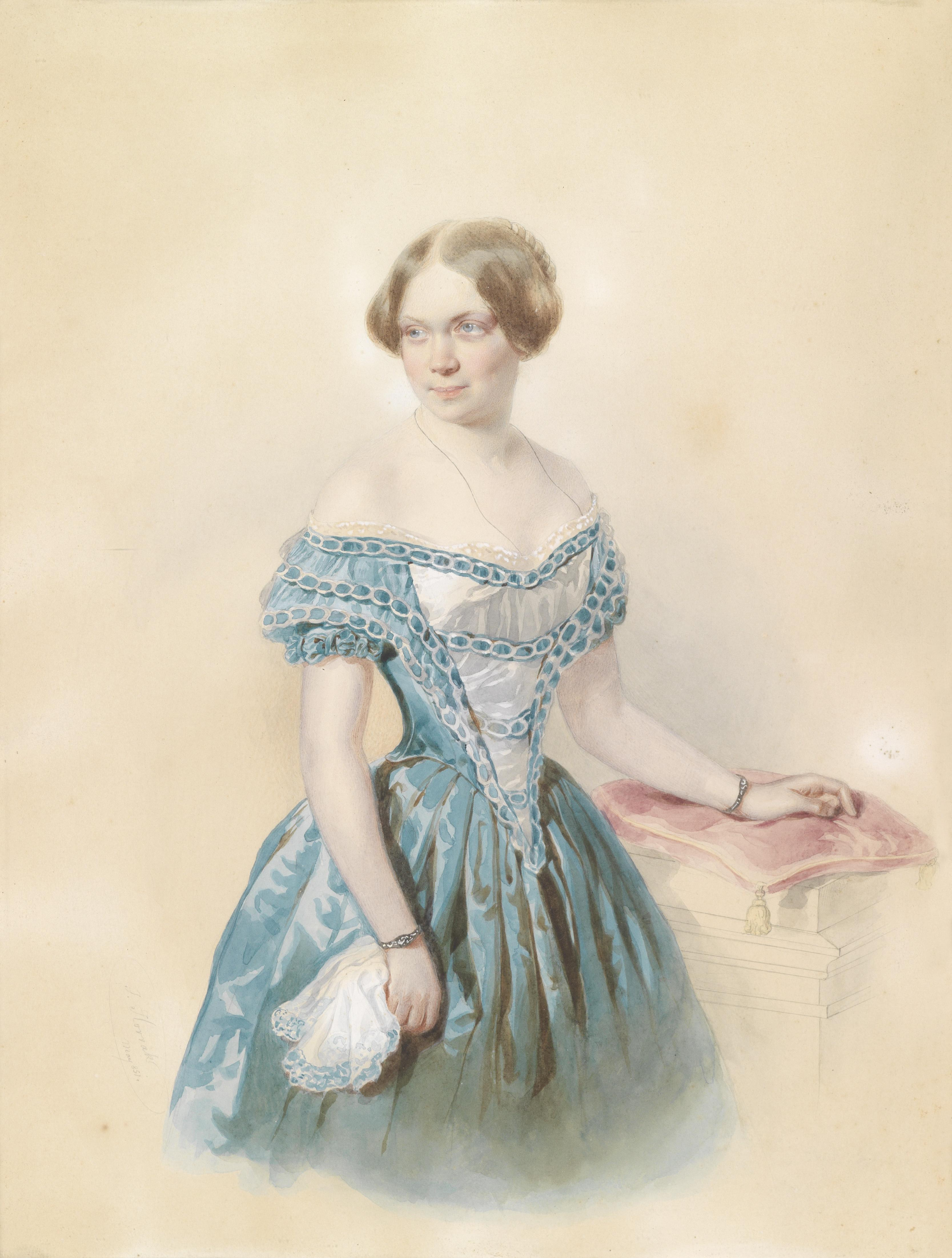
Marie von Ebner-Eschenbachová na obraze Jana Nepomuka Horáka (1851)

Jan Nepomuk Horák (11. dubna 1815 Milotice – 1870 Vídeň) (také Johann Nepomuk Horrak) byl rakouský malíř podobizen a žánrů.

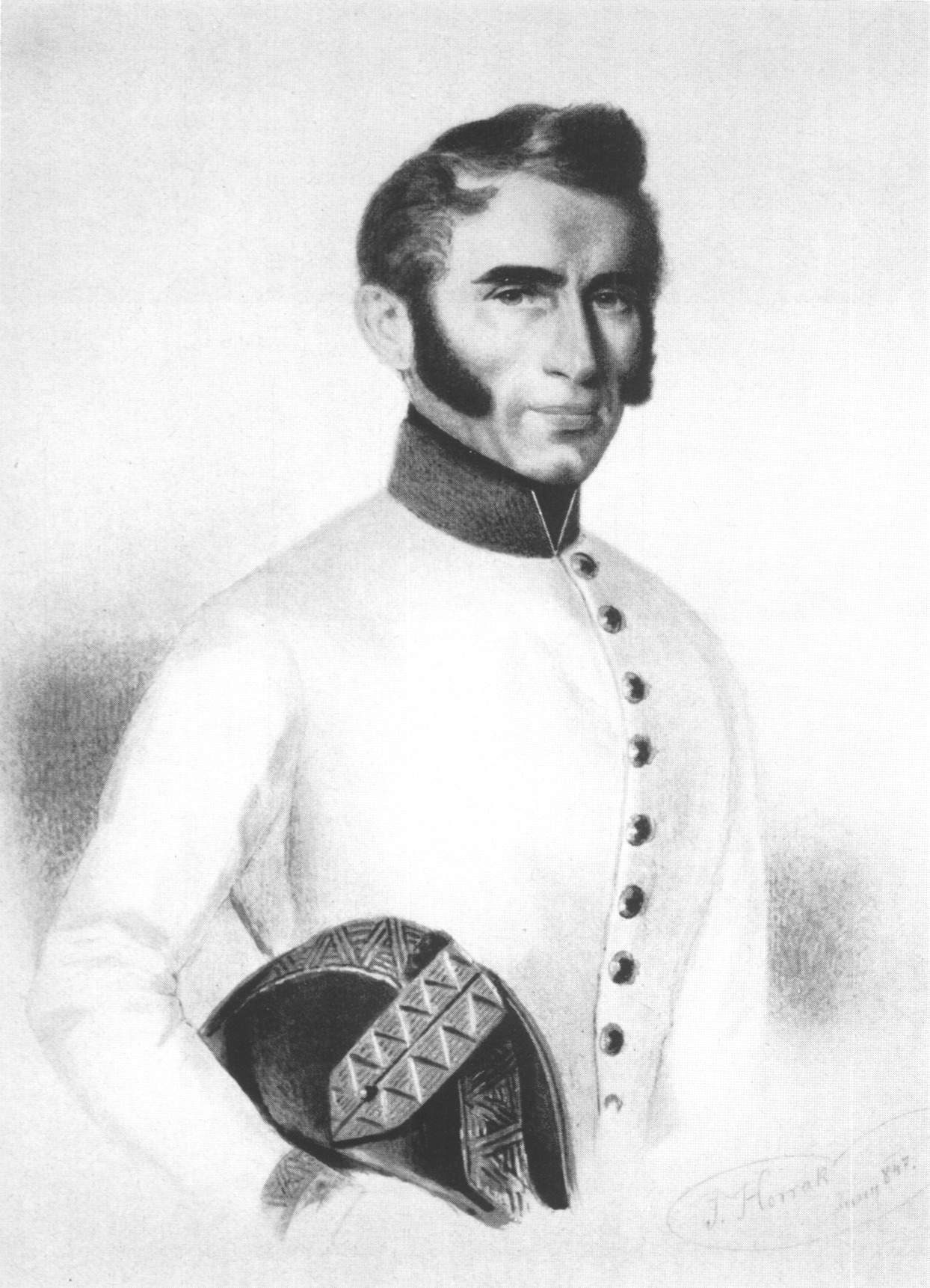
Jan Nepomuk Horák, podobizna Jana svobodného pána von Stutterheim (před 1870)

## Životopis
O jeho životě a díle toho není příliš známo. Narodil se v Miloticích patrně 11. dubna 1815 (ten den byl pokřtěn) do rodiny vojáka-kaprála Františka Horáka a jeho manželky Marianny, roz. Hanáčkové z Napajedel.
Absolvoval Akademii výtvarných umění ve Vídni. V hlavním městě monarchie pak působil ve 40. a 50. letech 19. století, kdy jsou v období let 1850-1855 doložena jeho díla na výstavách Rakouského uměleckého spolku. S Miloticemi zůstal spojen minimálně skrze osoby zdejších majitelů panství, neboť pro rodinu Hardeků vytvořil sérii podobizen členů její rodiny. Jeho portréty přitahovaly další umělce, jako byl jeho krajan František Barbarini.
Po roce 1855 odešel do Londýna, kde byla jeho díla k vidění v letech 1858, 1862 a 1867 na výstavách Royal Academy of Arts. Přechodně pobýval také v Římě.
Zemřel v roce 1870 ve Vídni. Jeho malby se nacházejí ve sbírkách mnoha rakouských, českých i britských muzeí a dodnes se objevují i na veřejných aukcích.